# Eblani
Els eblani, eblanii o blanii (grec Ἐβλάνοι o Ἐβλάνιοι) -el nom grec varia en alguns manuscrits: Ebdani [Ἐβδανοί]; Blani [Βλάνοι]; Blanii [Βλάνιοι]- eren un grup tribal de l'antiga Irlanda coneguts per un únic esment a la Geographia de Claudi Ptolemeu, on esmenta que habitaven una regió de la costa oriental, al nord de Dublín. Ptolemeu també esmenta una ciutat anomenada Eblana (Ἔβλανα), localitzada entre els estuaris dels rius Buvinda (Βουουίνδα) i Oboca (᾿Οβόκα), la qual cosa correspon a un emplaçament entre el riu Boyne i probablement el riu Liffey respectivament.
O'Rahilly suggereix que el nom tribal, que va reconstruir especulativament com *Ebodanī, va poder sobreviure en el topònim Edmann, una regió de la costa est, probablement al comtat de Louth, ocasionalment citat en texts antics. El raonament d'O'Rahilly està inspirat en la forma *Ebdanoi [ Ἐβδανοί] oposat en un manuscrit de Ptolemeu, però s'ha demostrat que tal variant és un error de transcripció per Eblanoi (Ἐβλάνοι) en cal·ligrafia uncial, on Λ s'ha malinterpretat com Δ, i no a la inversa. Aquest error de lectura no pot interpretar-se com a argument de suport a la hipòtesi d'O'Rahilly.
L'historiador local Brendan Mathews ha suggerit més recentment un lligam amb el sistema de tombes de passatge a la desembocadura del riu Delvin, originalment almenys vuit tombes, el que hauria estat una característica prominent del paisatge i establir un port en l'època de Ptolemeu.